# フランク安田
フランク安田または安田恭輔（Frank Yasuda、1868年 - 1958年1月12日）は、アメリカ合衆国アラスカ州で村人を導いて新しい村をつくった日系アメリカ人一世。その活躍から「ジャパニーズモーゼ」あるいは「アラスカのサンタクロース」などとも呼ばれている。
家族には、妻でイヌイットのネビロ安田。娘は、ハナ安田。孫は、ヒュー・デブリン。

## 生涯
1868年宮城県石巻市に生まれた。五人兄弟の三番目で、他に兄二人と妹、弟がいる。両親は医師で15歳の時に亡くなっている。生計を立てる為、三菱社の船積みで働き、太平洋を横断もし、22歳の時にアメリカのカリフォルニア州に渡った。1891年アメリカ沿岸警備船「ベアー号」の乗り組み員となる為、フランク・ハーレイ船長に頼み、ベアー号の雑用係になった。

### イヌイットの出会い
1893年ベアー号がアラスカで寒波に巻き込まれて身動きができなくなる。救助を求めて、フランク安田はイヌピアット・イヌイットが多く住むバロー村に行くが、その途中で意識が朦朧として倒れてしまう。その時、イヌイットに助けられ、バロー村にたどり着く。バローで捕鯨会社の交易所を経営するチャールズ・ブロワー所長と出会う。それ以来、その村で暮らす事となる。イヌイットの指導にあたるブロワーの元で、フランク安田は鯨の狩猟やイヌイット語などを学びながら、イヌイットと共に生活して良好な関係を築き、ポイント・バロー（バロー岬）の捕鯨のリーダーであるアマオーカとも交流し、イヌイットの一員として受け入れられた。アマオカのロッジを訪れた時、アマオカの16歳の1人娘である、ネビロと運命的な出会いをし、すぐにネビロと交際結婚をした。そしてフランク安田はイヌイットの捕鯨の指導者ともなっていた。
しかし、麻疹の流行で多くのイヌイットの村人が病死（フランク安田、ネビロ夫妻の1人娘キョウコも死んでいる）し、さらに鯨の不漁で食料危機に苦しんだ。その時、フランク安田はブロワーの紹介でアラスカで砂金を掘りにバローにやって来た、鉱山師トーマス・カーターと出会った。そして、フランク安田はカーターと、そして妻ネビロの他、助手として、数人のエスキモーも含めた一行は状況を見に行くため、ポイント・バローから出発した。イヌイットが住む村々は麻疹の影響で壊滅的だった。旅の途中、ジョージ大島と言う日本人と出会うが、後にフランク安田の前から去っていった。アナクトブック村に着いたフランク安田一行は、フランク安田を幕ってノームからポイント・バローに来てアナクトブック村に着いたイヌイットの一団が来る。その中にエスキモーの妻を連れた日本人ジェームス・ミナノと出会う。そして、カーターと金鉱探しの手伝いもしながら、イヌイットの為の新たな土地探しの為、フランク安田と妻ネビロ、カーター、ジェームス・ミナノと妻クナーナ、2人のイヌイットのセニックとカタブックの7人はアナクトブック村からブルックス山脈を越え、南下し出発した。旅の途中で鉱山で栄えるワイズマンと言う町に辿り着いた。フランク安田達は町周辺の森にあったロッジに落ち着いた。しかし、ワイズマンの鉱山監督局の出張所に寄った時、役人から新しい金鉱はもうないと告げられた。さらに、旅の資金がいよいよ底を突き、解散しなければならない事をカーターに告げられると、フランク安田は資金調達の為、ワイズマンのレストランで、コックとしてミナノと共に働く。カーターはフランク安田を信頼し、2人のイヌイットのセニックとカタブックを連れ、再び金鉱探しの旅に出かけた。フランクとミナノがレストランで働いている最中、フランクとミナノの妻たち（ネビロとクナーナ）はロッジで留守番をしていたが、ネビロはそこで1人娘を産んだ。フランク安田は幼い頃死んだ、実の妹のサダの名を娘に名付けた。そして1905年、旅に必要な資金が出来、ミナノ夫妻はワイズマンにそのまま留まり、フランクはカーターにその資金を渡し、再び一緒に金鉱探しの旅に出かけた。ワイズマンから東に移動し、シャンダラー川に向かった。その場所はバローから南へ600キロ、ユーコン川沿いにあり、フランクは辿り着いた。
ある日、赤ん坊の娘サダを背負ったネビロがシャンダラー川で偶然、砂金を見つける。フランク安田は砂金が見つかった事をカーターに報告した。カーターはその地域で金の取引ポストを始めるべく開発に注ぎ、その付近に村を造れば良いと言われたフランクは、その場所に壊滅的なバローのイヌイット達の村造りを決意する。しかし、その場所はイヌイットと対立する、アサバスカ族のインディアンのテリトリー内にあったため、安田はインディアンに詳しいジョージ大島を仲介に、インディアンの酋長と交渉を始めた。難航が予測されていたが、酋長との交渉は成功した。そして土地への入植を認められた。バローから出発してこの土地を見つるまで、2年の歳月が経っていた。その後、フランク安田がリーダーとなり、3年を費やして200人余りのイヌイットをバローから南下させ、ブルックス山脈を越え、その土地に連れて行きビーバー村を作った。交易所、学校、教会、郵便局、船着場を設置した。好戦的なアサバスカ・インディアンが住む地域に、インディアンと仲が悪いイヌイットの村が出来た事は白人の間でも話題になっていたが、インディアンとは仲良くやっていた。インディアン仲介にあたったジョージ大島に、フランク安田は一緒に村に住もうと誘うが、彼は村付近の森の湖がある場所にロッジを建てて一人で暮らした。1910年に娘のサダが、猛吹雪の中フォートユーコンまで無茶して犬ぞりで飛ばした為、急性肺炎で病死してしまう悲劇に見舞われる。しかし、同年にバーニス、1914年にハナの、2人の娘に恵まれた。
1930年代の大恐慌でもフランク安田が始めたビーバーの毛皮で村の経済は盤石だった。フランク安田は妻ネビロを連れ、毛皮取引の為、シアトル、ロサンゼルス、ニューヨークなどに何回も行き、積極的に毛皮商との取引もしていた。1935年ビーバー村の毛皮が3千枚以上取引されたが、毛皮の元であるビーバーが激減し、かつて壊滅的になったバロー村の二の舞になるのを予測して、フランク安田はミンクの飼育も始めた。しかし原因不明の病気でミンクは全滅し失敗してしまった。その後、大農場を開き、フェアバンクスに野菜を輸出しようと、農業にも取り組もうとする。アラスカは殆ど、不毛の地な為、農業に不向きとされているが、フランク安田は村の教会の隣の墓地で村民を埋葬する時、永久凍結層に掘り当たらなかった事をヒントにその台地を大農場に変えようとした。これは成功し、大麦、ジャガイモ、キャベツなどの野菜は育った。しかし、消費地のフェアバンクスに向けて野菜を輸送しようにも、唯一の輸送方法はユーコン川から野菜専用の運搬船で運ばなくてはならず、ビーバー村にはその運搬船も無く、また莫大な投資してまで失敗してしまったミンクの飼育の事もあってか、運搬船を買う金もなかった。結局、ビーバー村を大農場にする計画は断念してしまう。
1942年から終戦の1945年までは日系人捕虜強制収容に収容された。まず、フェアバンクスの警察の監獄に容れられた。フランク安田の事を知っているフェアバンクス在住のアメリカ人達（学者や宗教家など）が、フランク安田の偉大さを説いてフランク安田を釈放してやって欲しいと警察に頼んでいたが、釈放されなかった。そして、アンカレッジの強制収容に移され、さらに、本土のワシントン州、テキサス州、ニューメキシコ州などの強制収容に転々と移された。ジョージ大島とは強制収容に収容されてからも一緒に行動していたが、ニューメキシコ州の強制収容の病院で病死している。

### 戦後
戦後、フランク安田はビーバー村に帰還した。ビーバー村はフランク安田が強制収容に収容されてから、村を統治する指導者が居なくなってしまったので、若者などを中心に村から出て行き、村はネビロや老人、子供だけとなり、寂れてしまっていた。結婚している娘のハナも夫と共に父の為に、ビーバー村に居たが、フランク安田が強制収容に行ってから出て行ってしまっていた。フランク安田は日本には、二度と帰国せず1958年1月に没した。

## 没後の顕彰
1989年5月8日に功績が認められアラスカ州より表彰を受ける。
アラスカ州のブルックス山脈（北極圏の扉国立公園の一部）の山名の一つに「ヤスダマウンテン」と名付けられた。
ビーバー村ではフランク安田の故郷宮城県石巻市と交流があり、ビーバー村の学校の子供や教師らを石巻市に招待したり、2008年にフランク安田没後50周年を偲び「メモリアルポトラッチ」も行われた際も石巻市から何人かが参加している。
2011年3月11日に東日本大震災でフランク安田の故郷石巻市が津波に襲われた。石巻市でトモダチ作戦を行っていた、アメリカ軍が石巻市立湊小学校付近で泥塗れの、大理石で造られたフランク安田の記念碑を発見した。記念碑は津波によって、土台から落ちて多少の破損はしていたものの、ほぼ壊れずに助かった。この記念碑は、2008年に行われたフランク安田没後50周年の時、ビーバー村のクルックシャンク学校の子供や教師らが石巻市を訪れた際に、石巻市立湊小学校の生徒達との交流の記念によって造られたものである。記念碑を発見したアメリカ海兵隊のクレイグ・コゼニスキー大佐は、好奇心から記念碑のフランク安田の名に付いて調べて、ウェブサイトからフェアバンクスにあるアラスカ鉱業殿堂宛てに震災で発見した、フランク安田の記念碑やビーバー村に付いて尋ねようと電子メールを送っている。それを見た、アラスカ鉱業殿堂のCEOであるトム・バンゼンがフランク安田に詳しい歴史家ロン・イノウエに連絡を取り、イノウエを通してビーバー村のクルックシャンク学校の教師チャーリー・フィッシャーに連絡された。クルックシャンク学校の教師フィッシャーや生徒の子供達は友達として見なす湊小学校の生徒達に向けて励ましや支援のメッセージを送った。

## 新田次郎
作家新田次郎の代表作に、伝記小説『アラスカ物語』（現：新潮文庫）がある。1977年に映画化された。安田を演じたのは北大路欣也。
同じく1970年代に『アラスカ物語』に忠実なラジオドラマとして作成され、放送された。
なお新田は、（当時日本では無名だった）フランク安田を没する寸前に、短編「北極光」（『火山群』に初所収、新潮社、1957年）で扱った。のちに映画化の話は度々あったが断り、現地取材調査した上で長編を書き上げたいと、1974年に「アラスカ物語」を書き上げた。